# Pygopleurus hirsutus
Pygopleurus hirsutus är en skalbaggsart som beskrevs av Gaspard Auguste Brullé 1832. Pygopleurus hirsutus ingår i släktet Pygopleurus och familjen Glaphyridae. Inga underarter finns listade i Catalogue of Life.